# هيو ريان
هيو ريان (بالإنجليزية: Vaughan Ryan)‏ (2 سبتمبر 1968 بوستمنستر في المملكة المتحدة - ) هو لاعب كرة قدم بريطاني في مركز الوسط. لعب مع شيفيلد يونايتد ونادي ليتون أورينت ونادي ويمبلدون.

## وصلات خارجية
- هيو ريان على موقع قاعدة بيانات كرة القدم.إي يو (الإنجليزية)